# Cañada (Spanyolország)
Cañada község Spanyolországban, Alicante tartományban. Lakosainak száma 1225 fő (2024). Cañada Biar, Campo de Mirra és Villena községekkel határos.

## Népesség
A település lakosságának változását az alábbi diagram mutatja:
| Lakosok száma | 1152 | 1176 | 1203 | 1231 | 1235 | 1242 | 1245 | 1220 | 1191 | 1225 |
|               | 2001 | 2004 | 2006 | 2009 | 2011 | 2014 | 2016 | 2019 | 2021 | 2024 |